# Advance Australia Fair
Advance Australia Fair är Australiens officiella nationalsång. Den ersatte 1984 God Save the King (dåvarande God Save The Queen) som samväldesrikets officiella nationalsång, efter att en folkomröstning i frågan som hölls under 1977.

## Bakgrund

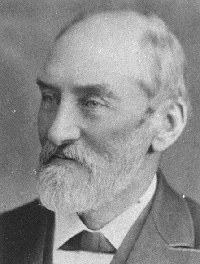
Peter Dodds McCormick.

Advance Australia Fair skrevs av Peter Dodds McCormick, och framfördes första gången den 30 november 1878 i Sydney.
Den tidigaste bevarade inspelningen av Advance Australia Fair dateras till cirka 1916.

### Införande som nationalsång
1973 beslutade premiärminister Gough Whitlam och hans regering att Australien behövde en nationalsång som kunde representera landets särart från Storbritannien och monarkin och utlyste därför en tävling för att hitta en värdig ersättare till God Save the Queen. I januari samma år ägnade Whitlam ett helt tal under Australia Day till letandet efter en ny nationalsång, han kallade det för ett "symboliskt uttryck för vår nationella stolthet och värdighet".
Australia Council for the Arts organiserade tävlingen, men inga av de nyskrivna förslagen ansågs bra nog och det slutade med att tre existerande sånger valdes ut som kandidater: Advance Australia Fair, Waltzing Matilda samt The Song of Australia. Under 1974 lät Whitlams regering landets statistikmyndighet att genomföra en bred opinionsunderökning med 60 000 respondenter om vilken av de tre som skulle passa bäst som nationalsång. Advance Australia Fair valdes av 51,4% av de svarande och den 9 april samma år meddelade Gough Whitlam i parlamentet att landet fått en ny nationalsång. Efter att Whitlam avsattes av generalguvernör John Robert Kerr i Australiens konstitutionella kris 1975, återinförde efterträdaren, premiärminister Malcolm Fraser, under 1976 God Save the Queen som nationalsång vid tillfällen som berörde kungafamiljen, generalguvernören eller militären och han menade att såväl Advance Australia Fair och Waltzing Matilda kunde användas vid icke-kungliga tillfällen. Fraser beslutade i vart fall att hålla en riktig folkomröstning i frågan den 21 maj 1977. Resultatet var  att Advance Australia Fair fick 43,29% av rösterna och vann en pluralitet över de tre andra alternativen:, Waltzing Matilda (28,28%), The Song of Australia (9,65%) samt den tidigare nationalsången God Save the Queen (18,78%).
Med ändrade text och tidsmässigt reducerad till två verser så blev Advance Australia Fair officiellt landets nationalsång den 19 april 1984 efter beslut generalguvernören på inrådan av premiärminister Bob Hawkes regering. Samtidigt har God Save the Queen i enlighet med samma beslut alltjämt fortsatt som en "kungssång" som enbart spelas i samband med kungliga besök.

### Fotnoter
1. ↑  National Film and Sound Archive: The Landing of the Australian Troops in Egypt på Australianscreen online